# Белоцерковский, Сергей Михайлович
Серге́й Миха́йлович Белоцерко́вский (9 апреля 1920, Ливны, Орловская губерния — 18 августа 2000, Москва) — советский учёный в области ракетно-космической техники, доктор технических наук, профессор, руководитель инженерной подготовки отряда первых советских космонавтов, генерал-лейтенант авиации.

## Биография
Родился 9 апреля 1920 г. в городе Ливны Орловской губернии (ныне Орловская область), в семье преподавателей Ливенского педагогического училища Михаила Наумовича Белоцерковского и Елизаветы Алексеевны, урождённой Инютиной. Отец до революции преподавал математику в школе А. К. Залесской в Москве, где в 1913 году вышло его пособие для учащихся средних школ, экстернов и конкурсантов «Сборник алгебраических уравнений с решениями и объяснениями каждого типа», а в 1922 году стал первым директором Ливенского педагогического училища. Дядя С. М. Белоцерковского — драматург Владимир Билль-Белоцерковский, двоюродный брат — публицист Вадим Белоцерковский.
После окончания школы С. М. Белоцерковский поступил на механико-математический факультет МГУ. Однако закончить его не удалось. После 3 курса, с началом войны в 1941 году его направляют в авиационную часть действующей армии в качестве техника по обслуживанию истребителей. Однако, по прошествии полугода, вместе с другими университетскими студентами его отзывают для обучения в Военно-воздушной инженерной академии им. Н. Е. Жуковского.
По окончании обучения в 1945 году Сергей Михайлович оставлен на кафедре, которую возглавлял авиаконструктор С. В. Ильюшин. В 1948 году С. М. Белоцерковский защищает кандидатскую диссертацию, в 1955 году докторскую. Работая в академии вплоть до 1985 года последовательно занимал должности преподавателя, профессора (1958), заведующего кафедрой, заведующего отделом, заместителя начальника академии по учебной и научной работе (1965—1985).
В 1959 году С. М. Белоцерковский организовал действующий по сей день авиационно-космический семинар, ныне носящий его имя.
С 1960 года его деятельность связана с космосом. В частности им организована инженерная подготовка первого отряда советских космонавтов, для многих из которых он стал руководителем дипломного проекта. Среди них: Ю. А. Гагарин, А. Г. Николаев, А. А. Леонов, В. В. Волынов.
Скончался 18 августа 2000 года в Москве. Похоронен на Троекуровском кладбище (участок 4).

## Научно-практическое наследие
Значителен вклад Сергея Михайловича Белоцерковского в теорию и практику ракето- и авиастроения. В 1955 году им разработан метод дискретных вихрей (МДВ), который получил дальнейшее развитие в работах его учеников, а позже был обобщён и перенесён в теорию упругости и электродинамику, послужил основой создания научной школы «Вычислительная аэрогидродинамика».
Как результат развития этого направления ему в 1967 году была присуждена премия Н. Е. Жуковского за исследования по аэродинамике крыла сложной формы самолёта Ту-144.
С. М. Белоцерковский является автором идеи крыла нового типа — решётчатого. После фундаментальных исследований по аэродинамике, прочности конструкции и технологии производства, они стали широко использоваться в качестве стабилизаторов и рулей на авиационной и ракетной технике, в частности, в системе спасения космонавтов на кораблях «Союз», спасшей жизнь двум экипажам.
Идеи и мысли С. М. Белоцерковского нашли отражение в более чем 20 монографиях, 200 статьях и 25 изобретениях. В их числе имеются работы, посвящённые исследованию причин гибели Ю. А. Гагарина.

## Награды и память
С. М. Белоцерковский был награждён 4 орденами, 30 медалями, был удостоен звания «Заслуженный деятель науки и техники Российской Федерации» (1995). Лауреат Государственных премий СССР (1975, 1981), премии им. Жуковского (1967), премии Совета Министров СССР.
В 1999 году ему было присвоено Международное звание «Человек Тысячелетия» (по решению Международного Биографического Центра в Кембридже). Почётный гражданин города Гагарин (1999) и города Ливны. В Ливенском краеведческом музее представлены материалы из жизни С. М. Белоцерковского и хранятся его некоторые личные вещи.

## Некоторые публикации
- Белоцерковский С. М., Скрипач Б. К. Аэродинамические производные летательного аппарата и крыла при дозвуковых скоростях. — М.: Главная редакция физико-математической литературы издательства «Наука», 1975. — 424 с. — 3500 экз.
- Белоцерковский С. М., Ништ М. И. Отрывное и безотрывное обтекание тонких крыльев идеальной жидкостью. — М.: Главная редакция физико-математической литературы издательства «Наука», 1978. — 352 с. — 3000 экз.
- Белоцерковский С. М., Кочетков Ю. А., Красовский А. А., Новицкий В. В. Введение в аэроавтоупругость. — М.: Главная редакция физико-математической литературы издательства «Наука», 1980. — 384 с. — 2600 экз.
- Белоцерковский С. М. Диплом Гагарина. — М.: Молодая гвардия, 1986. — 175 с.
- Белоцерковский С. М. Гибель Гагарина: Факты и домыслы. — М.: Машиностроение, 1992. — 160 с. — ISBN 5-217-01901-8.
- Белоцерковский С. М., Локтев Б. Е., Ништ М. И. Исследование на ЭВМ аэродинамических и аэроупругих характеристик винтов вертолётов. — М.: Машиностроение, 1992. — 219 с. — 660 экз. — ISBN 5-217-01368-0.
- Белоцерковский С. М. ЭВМ в науке, авиации, жизни. — М.: Машиностроение, 1993. — 285 с. — ISBN 5-217-01331-1.
- Белоцерковский С. М., Скобелев Б. Ю. Метод дискретных вихрей и турбулентность. — Новосибирск: ИТПМ, 1993. — 38 с.
- Белоцерковский С. М., Гиневский А. С. Моделирование турбулентных струй и следов на основе метода дискретных вихрей. — М.: Физматлит, 1995. — 367 с.
- Белоцерковский С. М. Первопроходцы Вселенной: Земля-Космос-Земля [О Ю. А. Гагарине и первом отряде космонавтов]. — М.: Машиностроение, 1997. — 303 с. — 2600 экз. — ISBN 5-217-02865-3.
- Решётчатые крылья в ракетостроении, космонавтике, авиации / Под ред. С.Белоцерковского, В.Подобедова, В.Плаунова, В.Фролова. — М.: Новый Центр, 2007. — 408 с. — 700 экз. — ISBN 978-5-89117-179-4.